# Ronald Shone
Ronald Shone (* 15. Juli 1946) ist ein schottischer Wirtschaftswissenschaftler, klinischer Psychologe und Hypnotherapeut, der sich diesen Themen als Buchautor widmet.
Shone, der an der University of Stirling lehrt, legte zahlreiche Schriften zu Themen der Wirtschaftswissenschaften und zur praktischen Anwendung von Mentaltechniken vor. Seine Arbeiten umfassen unter anderem Beiträge zur Kommunikationstheorie, Untersuchungen zur Geschichte der Hypnose, sowie Beiträge zur Behandlung von Stress unter spezifischen Persönlichkeitsbedingungen.

## Werke
- Economic Dynamics: Phase Diagrams and their Economic Application. Cambridge University Press 2003 (ISBN 978-0521017039)
- Creative Visualization: Using Imagery and Imagination for Self-Transformation. Destiny Books 1998 (978-0892817078)
- Autohypnosis. Sterling 1983 (ISBN 978-0806977904)
- An Introduction to Economic Dynamics. Cambridge University Press 2001 (ISBN 978-0521804783)
- Applications in intermediate microeconomics. Wiley 1981 (ISBN 978-0470272213)
- Issues in Macroeconomics. Blackwell 1984 (ISBN 978-0855205362)
- Dein Ziel sehen und erreichen. Aus dem Englischen übertragen und bearbeitet von Volker H. M. Zotz. München: Verlag Peter Erd 1988 (ISBN 3-8138-0119-5)
- Advanced Autohypnosis. Thorsons 1985 (ISBN 0-7225-0881-6)
- First Steps to Freedom. Thorsons 1991 (ISBN 1-85538-180-X)